# Kvægpest
Kvægpest på engelsk rinderpest. På dansk kaldtes kvægpest tidligere kvægsyge. Kvægpest er en smitsom sygdom hos klovbærende dyr, den smitter ikke mennesker. Sygdommmen er forårsaget af et morbillivirus beslægtet med mæslingevirus.
Kvægpest ramte store dele af den danske klovdyrsbestand i to omgange i 1700-tallet. Den gav anledning til at Peter Christian Abildgaard – efter studier i Lyon – etablerede en dyrlægeuddannelse i Danmark i 1773. Sygdommen blev i Danmark udryddet i 1782, og på verdensplan blev den erklæret udryddet 25. maj 2011.

## Historie
Kvægpest er en meget smitsom og for det europæiske kvæg meget farlig sygdom, som hører hjemme mellem steppekvæget i Mellemasien og det sydøstlige Rusland, hvorfra den med kortere eller længere tids mellemrum har bredt sig vest på over Europa. Meget taler for, at den »kvægsyge«, som bredte sig i Mellemeuropa efter hunnerhordernes indfald her i 4. århundrede e. Kr., har været kvægpesr. Fra 6., 9., 10. og 13. århundrede haves meddelelser om heftige udbrud. Under de store krige i det 18. og i begyndelsen af det 19. århundrede rasede sygdommen med en sådan voldsomhed, at regeringerne i flere af de europæiske stater så sig nødsagede til selv at overtage bekæmpelsen ved særlig uddannede folk. Frankrig gik i spidsen ved oprettelsen af veterinærskolerne i Lyon og Alfort (Paris), og Danmark fulgte meget snart efter. I Danmark har kvægpest ikke optrådt siden 1814, da den blev slæbt ind i Holsten og Slesvig med de allierede armeers slagtekvæg. 1865 dukkede den ganske uventet op i England, hvor den fra først af blev forvekslet med mund- og klovsyge. Under Tysklands krige (1866 med Østrig og 1870—71 med Frankrig) bredte kvægpest sig igen i Vesteuropa med det til troppernes kødforsyning indførte steppekvæg, og 1877 viste sygdommen sig pludselig i Hamburg, tilført med kvæg, som var blevet smuglet ind over den schlesiske grænse. Under Balkankrigene i 1912—1913 brød kvægpest ud i Bulgarien. Hver invasion har voldt de pågældende landsdele ganske overordentlig store tab. Danmark mistede fx i årene 1745—1752 ikke mindre end 2 mio. stk hornkvæg, og så trykkede var som en følge heraf landbefolkningens kår, at regeringen måtte eftergive den skatterne. Udbruddet i 1865 kostede England 500.000 stk hornkvæg, og Tyskland mistede i 1870 50.000 stk.

## Spredning og forløb
Smitstoffets natur er endnu ikke med sikkerhed fastslået, men smitten hæfter ved de syge dyr og deres udtømmelser (gødning, urin, spyt, næseflåd osv.) og overføres, dels fra dyr, dels ved mellemled, dele af syge dyr (hår, huder, talg), staldredskaber eller andre genstande (fx halm og hø), som har været i berøring med smittet kvæg. Sygdommen angriber for øvrigt også andre drøvtyggere, vilde som tæmmede.
Inkubationsstadiet varer 3—6 dage. De første symptomer er stærk feber (41—42 °C) og de sædvanlige dermed følgende forstyrrelser i almenbefindendet, forhøjet rødme af de synlige slimhinder, slimet flåd fra øjne, næse, mund og skede, træg afføring, som senere afløses af en ustandselig, stinkende, undertiden blodig diarré ledsaget af trængninger, sårdannelser på mundens, næsens og af og til også på skedens slimhinde, hurtig afmagring og afkræftelse. I 75—95 % af tilfældene tager sygdommen udgang i døden. I de egne, hvor kvægpest er stationær, er modstandsevnen lidt efter lidt øget hos dyrene og dødeligheden derfor langtfra så stor som i Vesteuropa.

## Bekæmpelse
Sygdommen har, som det fremgår af det oven for anførte, en vis ydre lighed med ondartet katarrfeber og mund- og klovsyge, med hvilke lidelser forveksling da også undertiden er sket. På grund af sygdommens store smitsomhed og ondartede karakter er de overalt i Europa uden for Rusland blevet bekæmpet med nedslagning, ikke alene af de angrebne dyr, men i reglen også af hele den øvrige besætning, i Polen var kvægsyge dog på grund af sin store udbredelse efter 1. verdenskrig blevet bekæmpet ved afsondrings-foranstaltninger i forbindelse med serologisk behandling.